# Wielka Encyklopedia Powszechna PWN
Ne doit pas être confondu avec Wielka Encyklopedia PWN.
La Wielka Encyklopedia Powszechna PWN ( Grande Encyclopédie Universelle PWN ) était, jusqu'en 2005, la plus grande encyclopédie polonaise jamais écrite. Elle a été publiée entre 1962 et 1970 par Państwowe Wydawnictwo Naukowe (Éditeurs scientifiques d'État, PWN) à Varsovie. La WEP contient environ 82 000 entrées, 12 000 illustrations en treize volumes (dont le supplément). De nombreuses entrées sont signées et beaucoup contiennent du matériel bibliographique. L'encyclopédie fait preuve d'une censure sévère. Comme indiqué dans la préface, l'encyclopédie est « basée sur des hypothèses rationalistes et matérialistes » et reflète la vision du monde de « l'idéologie socialiste ». 
Environ 2000 auteurs, 1000 critiques et près de 100 rédacteurs ont été supervisés par le conseil scientifique nommé par l'Académie polonaise des sciences (PAN) et le ministère de l'Enseignement supérieur, et dirigé par le professeur Tadeusz Kotarbiński. L'initiative d'écrire la WEP a été prise par PWN en juillet 1957 lorsqu'il a été décidé de publier une encyclopédie universelle en 8 volumes (plus tard étendue à 12 volumes). Les travaux préparatoires ont commencé en 1957 et l'écriture proprement dite a commencé en avril 1959. Il a fallu 14 mois pour préparer la liste des entrées, environ 16 mois pour rédiger le premier volume, puis environ 9 mois pour chaque volume suivant. Juste après la publication du douzième volume, les travaux sur le Supplément (environ cinq mille articles mis à jour, révisés ou entièrement nouveaux) ont commencé. 

## Volumes

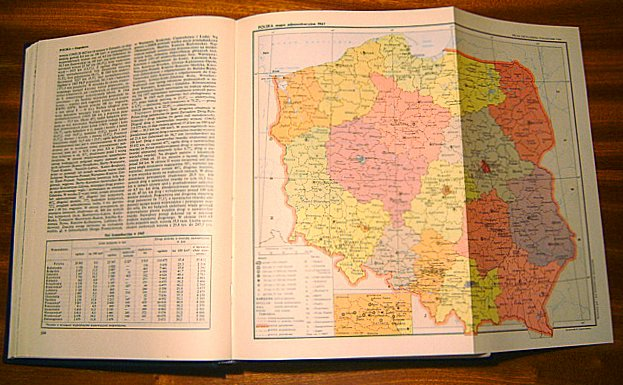
Volume 9, page 104 de l'encyclopédie.

Liste des volumes avec les dates de publication : 
1. A – Ble, 1962
2. Bli – Deo, 1963
3. Dep – Franc, 1964
4. Frang – Im, 1964
5. In – Kons, 1965
6. Kont – Mam, 1965
7. Man – Nomi, 1966
8. Nomo – Polsc, 1966
9. Polska – Robe, 1967; commence par un long article de 224 pages sur la Pologne, divisé en 35 sections.
10. Robi – Step, 1967
11. Ster – Urz, 1968
12. Usa – Ż, 1969
13. Supplément, 1970

## Controverse
Le volume 8 comprend un article intitulé « Camps de concentration hitlériens » ( Obozy koncentracyjne hitlerowskie ) qui a suscité beaucoup de controverses. Les principales objections étaient les suivantes : 
- elle n'a pas montré que les camps de concentration n'étaient pas le seul outil d'extermination utilisé par les nazis (avec les camps pénaux, les prisons, les ghettos, les camps de travail, les camps de prisonniers de guerre, etc. ) ;
- elle n'a pas montré la différence entre le rôle des camps de concentration avant et après l'invasion allemande sur la Pologne ;
- elle déformait l'image du martyre des nations polonaise et autres ;
- elle a ignoré l'existence de camps de la mort allemands situés en dehors de la Pologne, c'est-à-dire en Allemagne, en Autriche, en Union soviétique, en Yougoslavie et dans d'autres pays occupés par l'Allemagne.

En conséquence, l'équipe éditoriale a été "renouvelée" et un nouvel article révisé, cette fois-ci intitulé "Camps hitlériens" ( Obozy hitlerowskie ), a été ajouté en tant qu'encart au volume 11, puis inclus dans le supplément.